# Ramón Gaya
Ramón Gaya (Murcia, 10 de octubre de 1910-Valencia, 15 de octubre de 2005) fue un pintor y escritor español.

## Biografía
Ramón Gaya Pomés nació en Murcia, en 1910, hijo de Salvador Gaya, litógrafo, y de Josefa Pomés, ambos de origen catalán. Sus padres se trasladaron a Murcia porque Salvador iba a participar en la instalación de una litografía. Sus inicios en la pintura van de la mano de los pintores Pedro Flores y Luis Garay, amigos de su padre. Abandona la escuela siendo casi un niño para dedicarse a la pintura, completando su formación en la pequeña biblioteca de su padre, un obrero catalán culto, anarquizante y wagneriano. Tolstoi, Nietzsche, Galdós, estarán entre sus primeras lecturas, autores que le acompañarán a lo largo de su vida.

## Trayectoria
Gracias a una beca de estudios que le concede el Ayuntamiento de Murcia, a los diecisiete años viaja a Madrid, visita el Museo del Prado y conoce a Juan Ramón Jiménez y a casi toda la Generación del 27. Poco después se marcha a París junto a los pintores murcianos Pedro Flores y Luis Garay, con los que expone en la galería Aux Quatre Chemins. A pesar del éxito de la exposición y de lo atractivo de la vida de París, la pintura de vanguardia le decepciona y pasados unos meses decide regresar. En agosto de 1928 muere su madre en Murcia. En octubre marcha a Altea, donde pasa varios meses pintando y hace una crisis su rechazo a la vanguardia.

### Misiones Pedagógicas

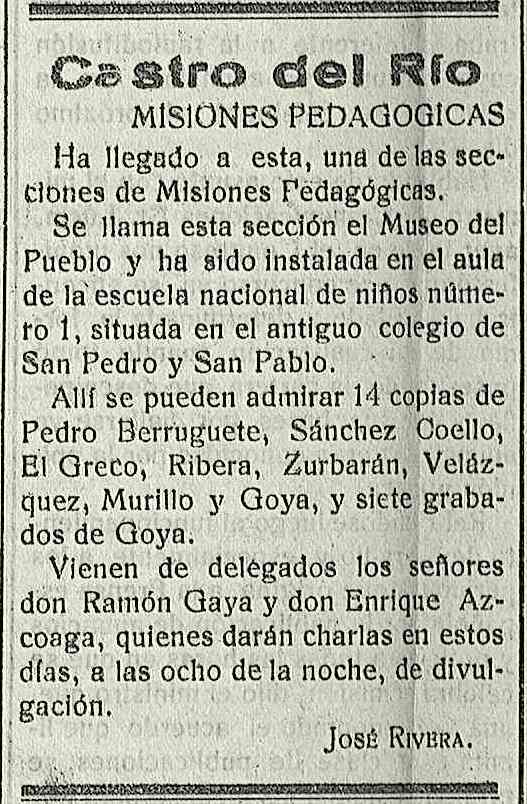
Noticia de la llegada del Museo del pueblo y Ramón Gaya a Castro del Río en 1935.

La proclamación de la Segunda República lo sorprende en Barcelona, donde ha ido para visitar a su padre. En enero de 1932 se encuentra en Madrid, colabora con las Misiones Pedagógicas y realiza varias copias de cuadros del Museo del Prado para el proyecto Museo del pueblo, y viaja después con dicho proyecto por los pueblos de España junto a Enrique Azcoaga. En junio de 1936, se casa en Madrid con Fe Sanz. 
Declarada la guerra, forma parte de la Alianza de Intelectuales Antifascistas. En Valencia, en 1937, nace su única hija. Participa en la fundación de la revista Hora de España, de la que es miembro de su consejo de redacción, y de la que será único viñetista. En 1939, en los últimos días de la guerra muere su mujer en el bombardeo de Figueras, al que sobrevive su hija.

### Exilio
Con el ejército cruza los Pirineos y pasa dieciséis días en el campo de concentración de Saint-Cyprien. Muere su padre en Barcelona. Junto al grupo de Hora de España, en junio de 1939, embarca en el Sinaia camino de México, donde permanecerá exiliado hasta 1952. Son años de soledad y de intenso trabajo. Los Homenajes a los Grandes Pintores aparecen como tema de sus cuadros, así como hermosos y personalísimos paisajes de Chapultepec y Cuernavaca. Colabora con sus escritos en algunas revistas mexicanas comoTaller, El Hijo Pródigo, genera una variedad de obras en témpera con el tema de los trajes regionales españoles en formato pequeño y gran variedad de dibujos, óleos y acuarelas altamente cotizados que aun se encuentran en colecciones privadas en México. Se reencuentra con Octavio Paz, al que ha conocido en Valencia durante la guerra, frecuenta al poeta Xavier Villaurrutia, al músico Salvador Moreno, a Octavio Barreda, a Laurette Séjourné y al poeta Tomás Segovia.

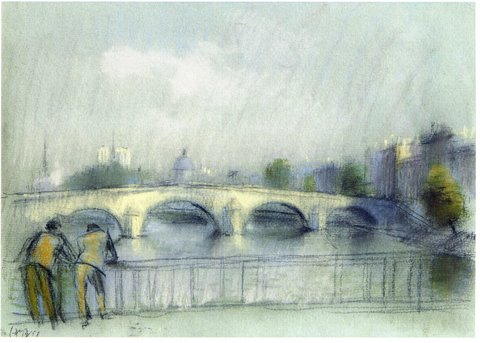
Boceto al pastel de Ramón Gaya: Puente de París.

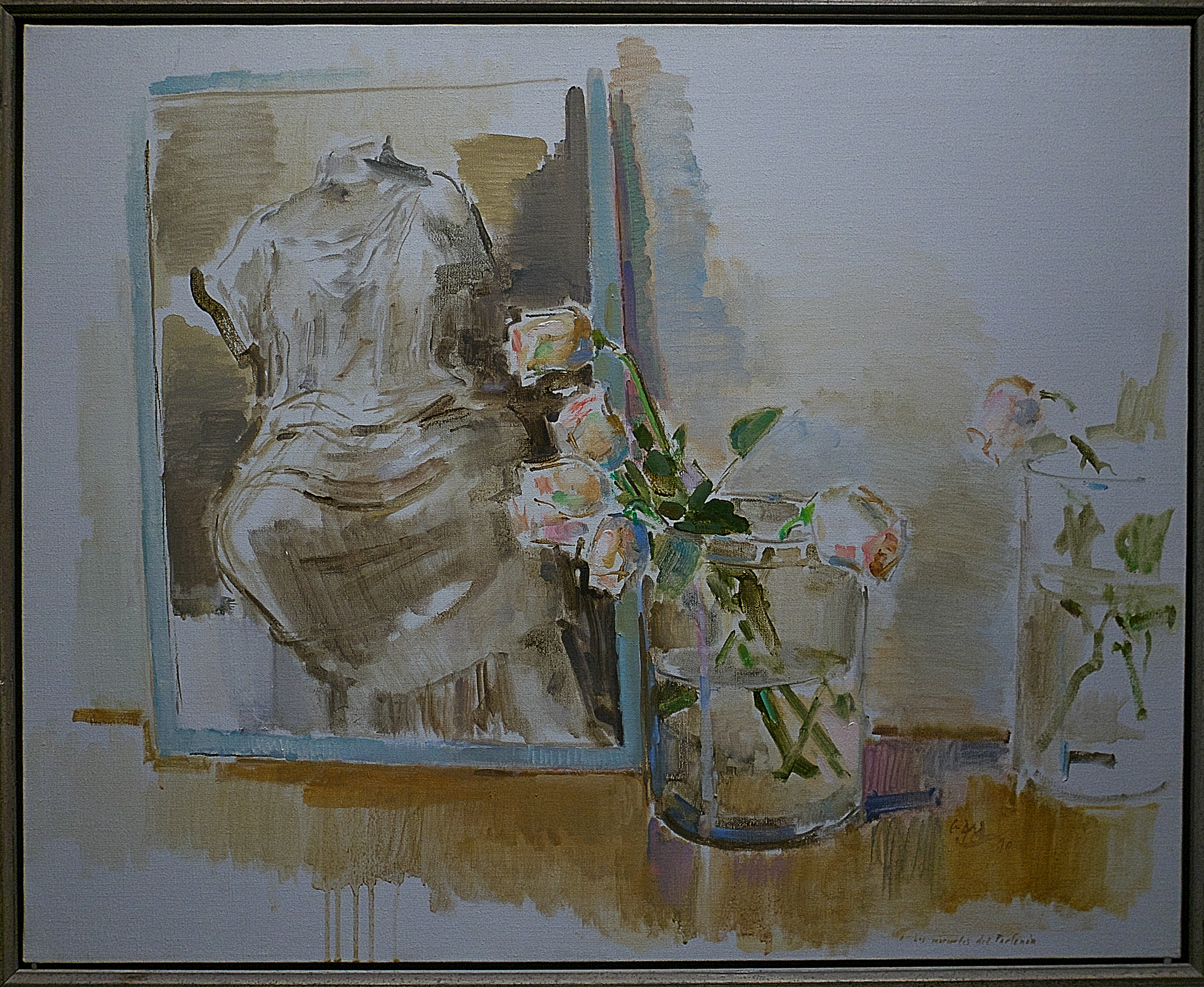
Los mármoles del Partenón (1990)

En 1952 vuelve a Europa, donde permanecerá un año recorriendo París, Venecia, Florencia, Roma, París de nuevo y vuelta a México. En 1984, la editorial Pre-Textos de Valencia publicara su libro: Diario de un pintor, 1952–1953, en el que se recogen las anotaciones de ese año. 
En 1956 se instala provisionalmente en Roma; se reencuentra con los Grandes Museos, con la gran pintura: Miguel Ángel, Tiziano, Rembrandt, Van Gogh, Cezanne. En Roma vive su gran amiga María Zambrano; gracias a ella conoce a Elena Croce, a Tommaso Carini, y junto a ellos frecuentará a Italo Calvino, Carmelo Pastor, Nicola Chiaromonte, Pietro Citati, Cristina Campo, Elémire Zolla... En sus cuadros aparecen los grandes temas de la pintura: Bautismo, Entierro de Cristo, Noli me tangere, Judith y Holofernes etc. En De Luca, Editore, Roma 1960, aparece su libro Il sentimento della pittura. El cuatro de marzo de 1960 viene a España tras veintiún años de exilio. En Madrid visita el Prado, donde ve de nuevo los Velázquez. Algunos amigos le han organizado una exposición en la galería Mayer de Madrid. La editorial Arión publica su libro El sentimiento de la pintura. Entre los viejos amigos reencontrados están Juan Gil-Albert y Juan Bonafé Bourguignon.

### Regreso a España
A lo largo de la década de los sesenta hará varios viajes a España: Barcelona, Madrid, Murcia, Andalucía, Valencia donde en 1966 conoce a Isabel Verdejo, con la que se casará más tarde. Sus viajes a España se harán más frecuentes. En 1969, en la editorial R.M. de Barcelona aparece su libro fundamental: Velázquez, pájaro solitario. Trabaja en Barcelona en su estudio frente a Santa María del Mar. En 1974 y 1975 expone su obra en Murcia y en Valencia, donde vivirá gran parte del año. En 1978 exposición retrospectiva en Madrid, en la galería Multitud. Con Cuca (Isabel), su mujer, viaja a Italia, donde pasa varios meses pintando: Roma, Florencia, Venecia, París. En 1980, por sus setenta años, sus amigos murcianos le ofrecen un homenaje. Se organizan dos exposiciones retrospectivas comisariadas por Manuel Fernández-Delgado y se publica el libro Homenaje a Ramón Gaya publicado por la Editora Regional en el que colaboran entre otros: José Bergamín, María Zambrano, Tomás Segovia, Enrique de Rivas, Giorgio Agamben, Nigel Dennis y los murcianos Soren Peñalver, Pedro García Montalvo, José Rubio Fresneda, y Eloy Sánchez Rosillo, que también será el coordinador del libro. En él publicará su texto inédito Huerto y vida. Se va produciendo una recuperación de su figura. En 1984, exposición retrospectiva en Valencia, en el Museo San Pío V, comisariada por Pascual Masiá; la editorial Trieste que dirige Andrés Trapiello publica la segunda edición de su Velázquez, pájaro solitario. Su pintura se hace más esencial, más luminosa.

### Reconocimientos

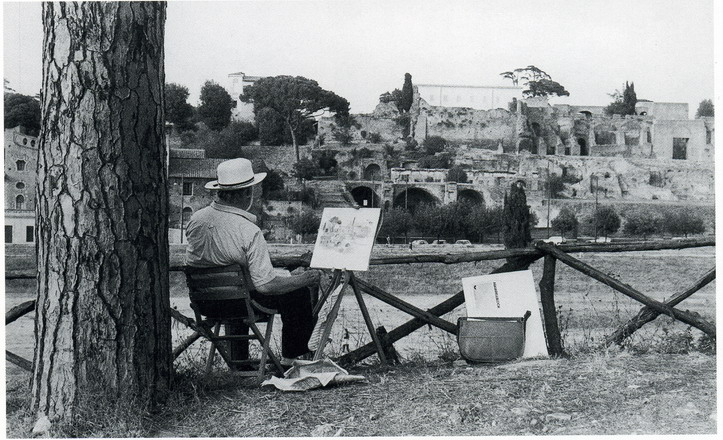
Ramón Gaya trabajando en Roma en 1990.

En 1985 el Ministerio de Cultura le concede la Medalla de Oro al Mérito en las Bellas Artes. En 1989 tiene lugar una exposición antológica en el Museo de Arte Contemporáneo de Madrid y en la Iglesia de San Esteban de Murcia. En 1990, en Murcia, se inaugura el Museo Ramón Gaya dedicado a su obra, donde se recogen más de 500 obras donadas a la ciudad por el pintor. En 1997, se le concede el Premio Nacional de Artes Plásticas. En 1999, es nombrado doctor honoris causa por la Universidad de Murcia. En 2000, exposición en el IVAM de Valencia. En 2002, el Ministerio de Cultura le concede Premio Velázquez de Artes Plásticas, en su primera edición. En 2003, exposición en el Museo Reina Sofía de Madrid, que dirige Juan Manuel Bonet. Muere en Valencia el 15 de octubre de 2005.

## Obra literaria
- Antología, obra seleccionada por Andrés Trapiello en la Biblioteca Virtual Miguel de Cervantes
- El sentimiento de la pintura. Editorial Arion, Madrid, 1960.
- Velázquez, pájaro solitario. Editorial R.M., Barcelona, 1969; 2.ª ed., Editorial Trieste, Madrid, 1984; 3.ª ed., Edición del Museo Ramón Gaya, Murcia, 1994; 4.ª ed., Pre-Textos, Valencia, 2002.
- Nueve sonetos del diario de un pintor. Edición: CHYS, Murcia, 1982.
- Homenaje a Picasso. Academia de Alfonso X el Sabio, Murcia,1984.
- Diario de un pintor, 1952–1953. Pre-Textos, Valencia, 1984.
- Obra completa, tomo I. Pre-Textos, Valencia, 1990.
- Algunos poemas del pintor Ramón Gaya. La Veleta, Granada, 1991.
- Obra completa, tomo II. Pre-Textos, Valencia, 1992.
- Cartas de Ramón Gaya. Edición del Museo Ramón Gaya, Murcia, 1993.
- Obra completa, tomo III. Pre-Textos, Valencia, 1994.
- Naturalidad del arte y artificialidad de la crítica. Pre-Textos, Valencia, 1996; 2.ª ed., 2001.
- Algunas cartas. Pre-Textos, Valencia, 1997.
- Obra completa, tomo IV (cartas a Juan Guerrero, con prólogo de Nigel Dennis). Pre-Textos, Valencia, 2000.
- Algunos poemas (con prólogo de Francisco Brines). Pre-Textos (La Cruz del Sur), Valencia, 2001.
- Ramón Gaya de viva voz (entrevistas, edición y prólogo de Nigel Dennis). Pre-Textos, Valencia, 2007.
- Obra completa. Edición de Nigel Dennis e Isabel Verdejo, prólogo de Tomás Segovia, Pre-Textos, Valencia, 2010, 1.000 págs.
- Cartas a sus amigos. Edición de Isabel Verdejo y Nigel Dennis, prólogo de Andrés Trapiello, Pre-Textos, Valencia, 2016, 728 págs.

## Libros sobre su obra
- Ramón Gaya, catálogo de la exposición en el Museo San Pío V de Valencia, edición: Consellería de Cultura Educación y Ciencia de Valencia, 1984
- Ramón Gaya, catálogo de la exposición retrospectiva en el Museo Español de Arte Contemporáneo de Madrid y en la iglesia de San Esteban de Murcia, edición: Ministerio de Cultura y Región de Murcia, 1989
- Ramón Gaya y Murcia, catálogo de la exposición sobre El boceto, en la Obra Cultural de Caja Murcia, edición: Caja Murcia, 1989
- Museo Ramón Gaya, catálogo primera donación, edición Museo Ramón Gaya de Murcia, 1990
- Ramón Gaya, catálogo de la exposición en la Obra Cultural «El Monte», edición: El Monte, Sevilla, 1991
- Museo Ramón Gaya, catálogo segunda donación, edición Museo Ramón Gaya de Murcia, 1994
- Ramón Gaya, catálogo de la exposición «Ramón Gaya, 1990–1995», en el Palacio Almudí de Murcia, edición: Ayuntamiento de Murcia, 1995
- Ramón Gaya et la France, catálogo de la exposición en el Instituto Cervantes de París, edición: Museo Ramón Gaya de Murcia, 1995
- Ramón Gaya in Italia, catálogo de la exposición en la Accademia di Spagna de Roma, edición: Museo Ramón Gaya de Murcia, 1995
- Ramón Gaya y los libros, catálogo de la exposición en la Biblioteca Nacional de Madrid, edición: Museo Ramón Gaya de Murcia, 1997
- Ramón Gaya y los museos, catálogo de la exposición en el Círculo de Bellas Artes de Madrid, edición: Museo Ramón Gaya de Murcia, 1997
- La obra pictórica de Ramón Gaya en Murcia, edición: Ayuntamiento de Murcia, 1999
- Ramón Gaya, el pintor en las ciudades, catálogo de la exposición en el IVAM, Centro Julio González, edición: Generalidad Valenciana, 2000
- Otros cuadros de Ramón Gaya en el museo, catálogo de la exposición en el Museo Ramón Gaya de Murcia, edición: Museo R.G., 2002
- Ramón Gaya, catálogo de la exposición con motivo del Premio Velázquez, en su primera edición, en el Museo Nacional centro de arte Reina Sofía de Madrid, edición: Ministerio de Cultura, Madrid, 2003
- Ramón Gaya, painter and writer, catálogo de la exposición en el Instituto Cervantes de Londres, edición: Museo Ramón Gaya, Murcia, 2004
- Ramón Gaya, la hora de la pintura, catálogo de la exposición en La Pedrera, Barcelona, Fundació Caixa de Catalunya, edición: Caixa de Catalunya, Barcelona, 2006
- Ramón Gaya, La doble mirada sobre Velázquez, con prólogo de E. Sánchez Rosillo. Ediciones: Pictografía, Murcia, 2006